# Sołtys Wąchocka

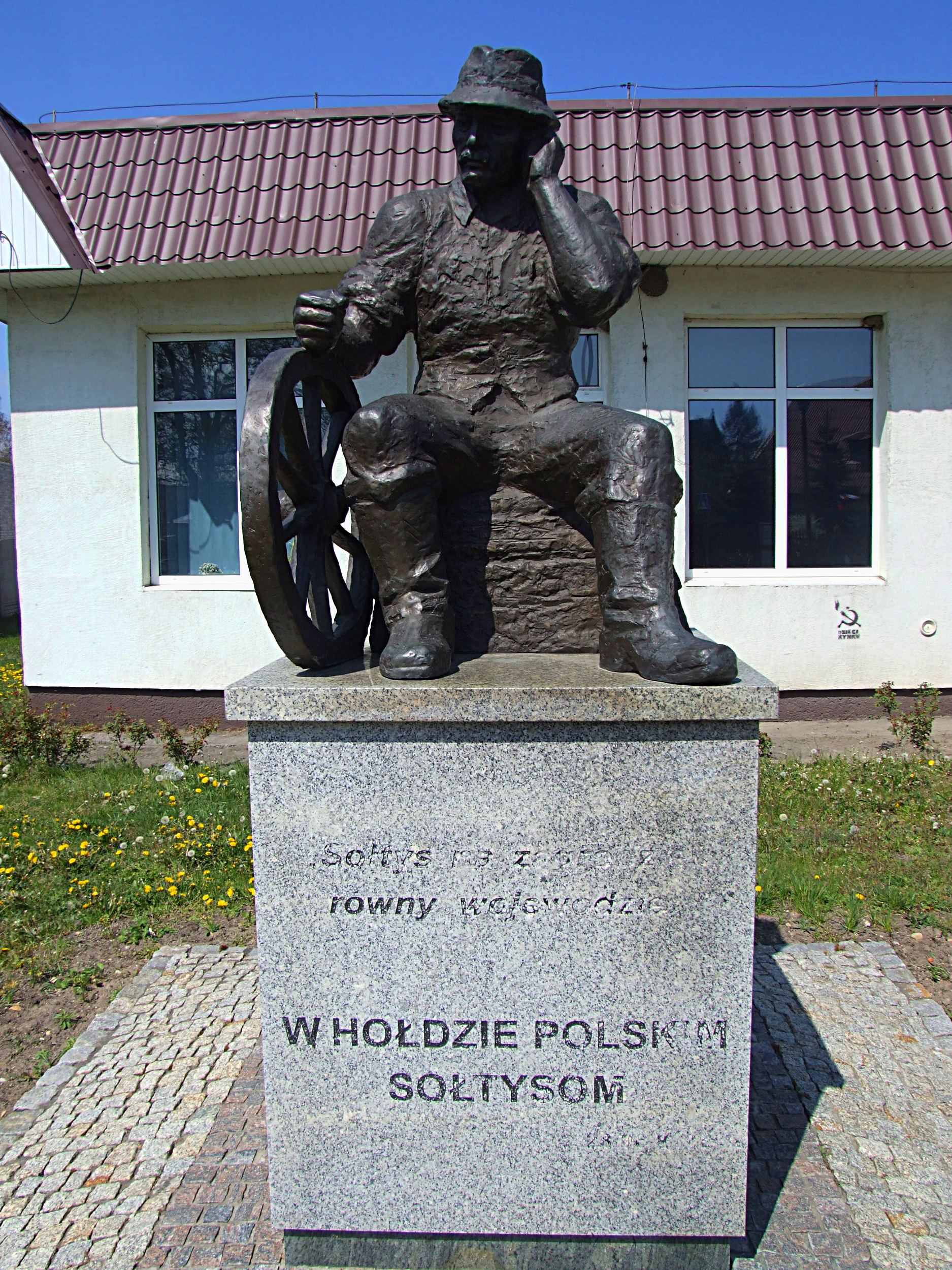
Pomnik sołtysa w Wąchocku

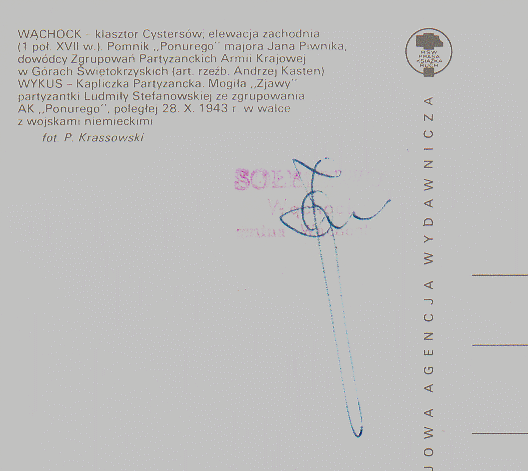
Pieczęć i podpis sołtysa z 1989

Sołtys Wąchocka – jedyna indywidualna postać z dowcipów o Wąchocku (obok bohatera zbiorowego, jakim są wąchocczanie). Na jego cześć nawet wzniesiono w tej miejscowości pomnik, odsłonięty 28 czerwca 2003.
Drukiem ukazało się kilka tomików dowcipów o Wąchocku i jego sołtysie. Są one zbudowane według tego samego schematu: pytanie i odpowiedź. Pytanie zaczyna się zwykle od Dlaczego w Wąchocku...? lub Dlaczego sołtys w Wąchocku...?, na przykład:
— Dlaczego w Wąchocku powiesiły się dwa konie?
— Bo im sołtys powiedział: „Wiśta!”
W 1994 Wąchock odzyskał prawa miejskie i urząd wójta został zastąpiony urzędem burmistrza. Towarzystwo Przyjaciół Wąchocka wymyśliło więc postać honorowego sołtysa Wąchocka, który wybierany jest tradycyjnie od tamtego roku. Obecnie funkcję tę pełni Marek Samsonowski, członek Partii Dobrego Humoru.